# Mansurlu, Antakya
Mansurlu là một xã thuộc thành phố Antakya, tỉnh Hatay, Thổ Nhĩ Kỳ. Dân số thời điểm năm 2011 là 807 người.